# Евстратовское
Евстратовское — исчезнувший посёлок в Суетском районе Алтайского края России. Располагался на территории современного Боронского сельсовета. Точная дата упразднения не установлена.

## История
Основан в 1909 году. В 1928 г. посёлок Евстратовский состоял из 39 хозяйств. В составе Николаевского сельсовета Знаменского района Славгородского округа Сибирского края.

## Население
В 1926 году в посёлке проживало 210 человек (101 мужчина и 109 женщин), основное население — украинцы